# Avenida Salvador
La avenida Salvador es una arteria vial del sector oriente de Santiago, Chile. Se desplaza por las comunas de Providencia y Ñuñoa. Debido a su ubicación constituye un importante eje de conexión norte-sur, con gran flujo vehicular en mañanas y tardes, dada su reversibilidad.

## Origen
Anteriormente se llamaba “Callejón de Barainca”. La avenida Salvador tomó su nombre del Hospital del Salvador, que fue creado el por decreto del gobierno de Federico Errázuriz Zañartu, el 7 de diciembre de 1871. Las primeras 5 salas se inauguraron en 1890. Al siguiente año, bajo la dirección de José Manuel Infante Montt, se terminan de construir los siguientes pabellones.

## La avenida
La avenida comienza con su intersección con la avenida Providencia en la comuna homónima. En ella se encuentra la estación Salvador del Metro de Santiago. En su recorrido hacia el sur se pueden encontrar la Clínica Avansalud y Hospital Salvador, además de diversas instituciones de salud. En educación, la casa central de la Universidad UNIACC se encuentra por esta avenida. Frente a ella se ubica la Iglesia de Sankt Michael, la única comunidad de habla alemana en la ciudad. 
Pasando la calle Caupolicán, la avenida Salvador pasa a pertenecer a la comuna de Ñuñoa. Al sur se encuentra con la avenida Irarrázaval para terminar en la intersección con la avenida Grecia.